# 蘭辛 (堪薩斯州)
蘭辛（英語：Lansing）是一個位於美國堪薩斯州萊文沃思縣的城市。

## 地方資料
根據2020年美國人口普查的數據，蘭辛的面積為32.14平方千米，當中陸地面積為31.88平方千米，而水域面積為0.26平方千米。當地共有人口11239人，而人口密度為每平方千米349.69人。